# Achromatium oxaliferum
Espèce
Achromatium oxaliferum est une espèce de bactéries géantes de la famille des Achromatiaceae.

## Description
Achromatium oxaliferum est la plus grosse bactérie aquatique connue dans le monde. Son volume est équivalent à 10 000 fois celle d'une bactérie ordinaire.
C'est la seule bactérie connue dans laquelle les ions Ca2+ se déposent sous forme de cristaux,.

## Systématique
Le nom correct complet (avec auteur) de ce taxon est Achromatium oxaliferum Schewiakoff, 1893.

### Publication originale
- (de) Wladimir Schewiakoff, « Ueber einen neuen bacterienähnlichen Organismus des Susswassers », Verhandlungen des Naturhistorisch-medizinischen Vereins zu Heidelberg, Heidelberg, vol. 5,‎ 1893, p. 44-79 (lire en ligne, consulté le 19 novembre 2024).